# Zeleni val
Zeleni val je druga pesniška zbirka slovenskega pesnika Petra Levca. Zbirko je izdal Slovenski knjižni zavod (SKZ) decembra leta 1954 kot četrti zvezek zbirke Feniks (urednik zbirke je bil Ivan Skušek). Knjigo je opremil Grega Košak. Knjižico je v 600 izvodih natisnila Triglavska tiskarna v Ljubljani.
Knjiga ima 61 strani in kazalo. Pesmi so razporejene v 4 cikle in pripev:
Žareči pepel
- Po pohodu
- Dež
- Neznani materi
- Spomini
- Pesem iz noči
- Žene zastrte
- Blejska romanca
- Prijatelju
- Šum gozdov
- Žareči pepel

Marčen dan
- Marčen dan
- Vresje
- Po parku grem
- Pesem
- Hrepenenje po marcu
- Je prišlo jutro?
- Srpan
- Ob žetvi
- Brin
- Le glasba
- Senca
- Zamrzlo jezero

Ljubezen
- Tvoj obraz
- Še malo
- Iz dnevnika
- V poltemi
- Tango bolero
- V oči ti gledam
- Dve pismi
- Njene pesmi
- Črnski motiv
- Bolničarka

Natrgan list
- List
- Nocoj
- Pogovor s soncem
- Na previsu
- Črn oblak
- Balada

Pripev
- Nikar prezgodaj

Cobiss Arhivirano 2016-03-04 na Wayback Machine.